# Aek Simanat
Aek Simanat is een bestuurslaag in het regentschap Padang Lawas Utara van de provincie Noord-Sumatra, Indonesië. Aek Simanat telt 412 inwoners (volkstelling 2010).